# Olympische Sommerspiele 1984/Leichtathletik – 800 m (Frauen)

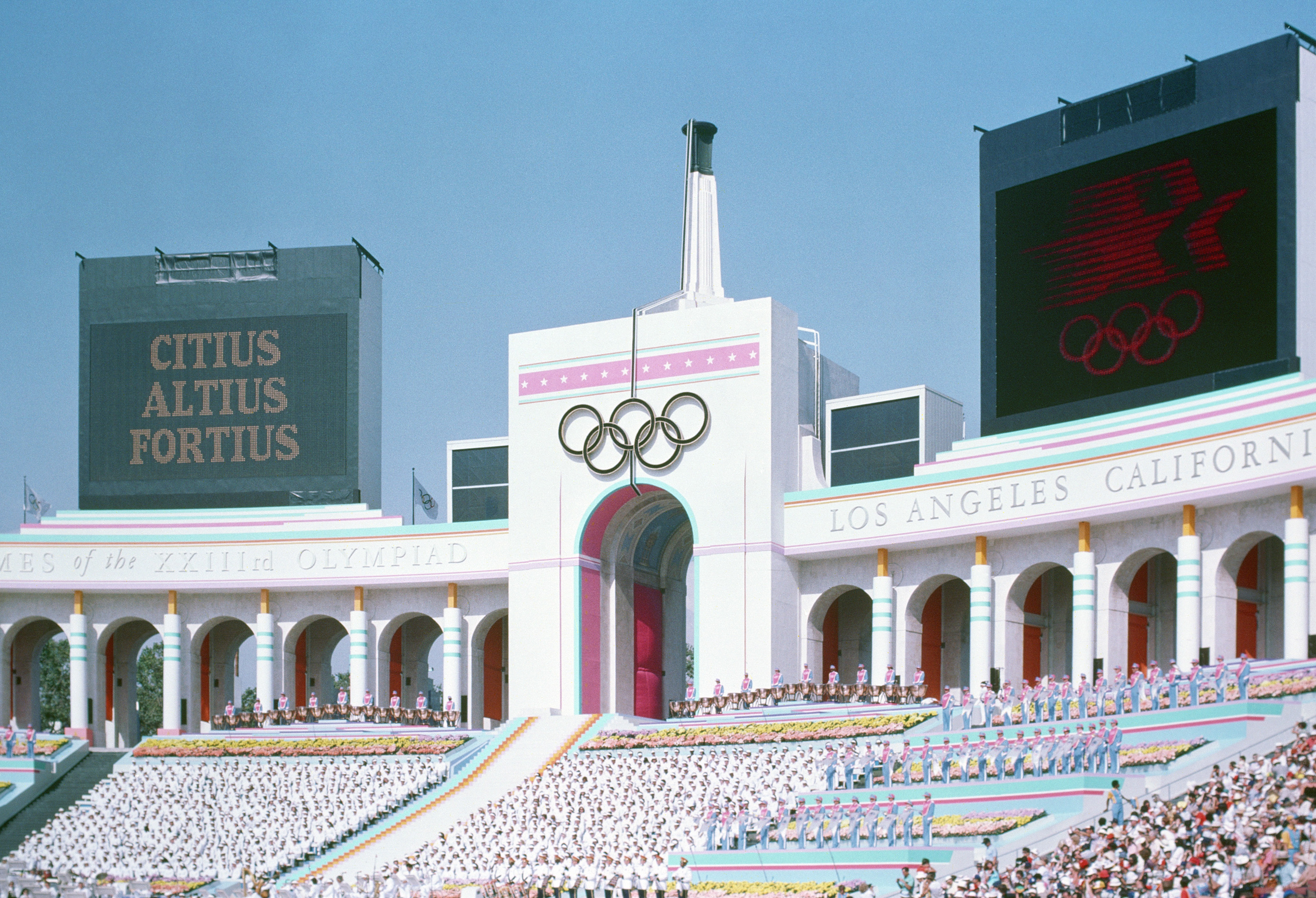
Blick auf das Eingangstor des Los Angeles Memorial Coliseum

Der 800-Meter-Lauf der Frauen bei den Olympischen Spielen 1984 in Los Angeles wurde am 3., 4. und 6. August 1984 im Los Angeles Memorial Coliseum ausgetragen. 25 Athletinnen nahmen teil.
Olympiasiegerin wurde die Rumänin Doina Melinte, frühere Doina Beșliu. Sie gewann vor der US-Amerikanerin Kim Gallagher und der Rumänin Fița Lovin.
Die Bundesrepublik Deutschland wurde durch Margrit Klinger vertreten, die bis ins Finale kam und dort Platz sieben erreichte.

Läuferinnen aus der Schweiz, Österreich und Liechtenstein nahmen nicht teil. Athletinnen aus der DDR waren wegen des Olympiaboykotts ebenfalls nicht dabei.

## Aktuelle Titelträgerinnen
| Olympiasiegerin 1980                       | Nadija Olisarenko ( Sowjetunion)          | 1:53,43 min | Moskau 1980   |
| Weltmeisterin 1983                         | Jarmila Kratochvílová ( Tschechoslowakei) | 1:54,68 min | Helsinki 1983 |
| Europameisterin 1982                       | Olga Minejewa ( Sowjetunion)              | 1:55,41 min | Athen 1982    |
| Panamerikanische Meisterin 1983            | Nery McKeen ( Kuba)                       | 2:02,20 min | Caracas 1983  |
| Zentralamerika- und Karibik-Meisterin 1983 | Nery McKeen ( Kuba)                       | 2:04,26 min | Havanna 1983  |
| Südamerika-Meisterin 1983                  | Alejandra Ramos ( Chile)                  | 2:04,6 min  | Santa Fe 1983 |
| Asienmeisterin 1983                        | Huo Lianzhu ( Volksrepublik China)        | 2:08,92 min | Kuwait 1983   |
| Afrikameisterin 1982                       | Justina Chepchirchir ( Kenia)             | 2:04,52 min | Kairo 1982    |

## Bestehende Rekorde
| Weltrekord         | 1:53,28 min | Jarmila Kratochvílová ( Tschechoslowakei) | München, Bundesrepublik Deutschland            | 26. Juli 1983 |
| Olympischer Rekord | 1:53,43 min | Nadija Olisarenko ( Sowjetunion)          | Finale OS Moskau, Sowjetunion (heute Russland) | 27. Juli 1980 |

Der bestehende olympische Rekord wurde bei diesen Spielen nicht erreicht. Die rumänische Olympiasiegerin Doina Melinte verfehlte den Rekord im schnellsten Rennen, dem Finale, mit ihren 1:57,60 min um 4,17 Sekunden. Zum Weltrekord fehlten ihr 4,32 Sekunden.

## Vorrunde
Datum: 3. August 1984
Die 25 Teilnehmerinnen wurden in vier Vorläufe gelost. Für das Viertelfinale qualifizierten sich pro Lauf die ersten drei Athletinnen. Darüber hinaus kamen die vier Zeitschnellsten, die sogenannten Lucky Loser, weiter. Die direkt qualifizierten Athletinnen sind hellblau, die Lucky Loser hellgrün unterlegt.
Mit fünfzehn Jahren war Selina Chirchir aus Kenia die jüngste Teilnehmerin.
Kim Gallagher aus den USA erzielte mit 2:00,37 min in Lauf vier die schnellste Vorlaufzeit. Die langsamste direkt qualifizierte Athletin war Christine Slythe aus Kanada in Lauf drei mit 2:04,17 min. Schnellste nicht für die nächste Runde qualifizierte Läuferin war die Portugiesin Albertina Machado, die im vierten Rennen mit 2:05,74 min ausschied.

### Vorlauf 1
Kungu Bakombo war die erste Leichtathletin aus Zaire (heute Demokratische Republik Kongo), die bei Olympischen Spielen teilnahm.
| Platz | Name             | Nation         | Zeit        |
| ----- | ---------------- | -------------- | ----------- |
| 1     | Margrit Klinger  | BR Deutschland | 2:03,66 min |
| 2     | Ruth Wysocki     | USA            | 2:04,05 min |
| 3     | Jill McCabe      | Schweden       | 2:04,16 min |
| 4     | Ranza Clark      | Kanada         | 2:04,67 min |
| 5     | Célestine N’Drin | Elfenbeinküste | 2:06,06 min |
| 6     | Kungu Bakombo    | Zaire          | 2:18,79 min |

### Vorlauf 2
| Platz | Name            | Nation         | Zeit        |
| ----- | --------------- | -------------- | ----------- |
| 1     | Fița Lovin      | Rumänien       | 2:01,51 min |
| 2     | Robin Campbell  | USA            | 2:01,72 min |
| 3     | Lorraine Baker  | Großbritannien | 2:01,73 min |
| 4     | Angelita Lind   | Puerto Rico    | 2:01,84 min |
| 5     | Selina Chirchir | Kenia          | 2:07,17 min |
| 6     | Grace Bakari    | Ghana          | 2:14,50 min |

### Vorlauf 3
| Platz | Name             | Nation    | Zeit        |
| ----- | ---------------- | --------- | ----------- |
| 1     | Doina Melinte    | Rumänien  | 2:02,77 min |
| 2     | Caroline O'Shea  | Irland    | 2:03,60 min |
| 3     | Christine Slythe | Kanada    | 2:04,17 min |
| 4     | Shiny Abraham    | Indien    | 2:04,69 min |
| 5     | Alejandra Ramos  | Chile     | 2:05,77 min |
| 6     | Evelyn Adiru     | Uganda    | 2:07,39 min |
| 7     | Zonia Meigham    | Guatemala | 2:14,17 min |

### Vorlauf 4
| Platz | Name              | Nation              | Zeit        |
| ----- | ----------------- | ------------------- | ----------- |
| 1     | Kim Gallagher     | USA                 | 2:00,37 min |
| 2     | Gabriella Dorio   | Italien             | 2:01,41 min |
| 3     | Elly van Hulst    | Niederlande         | 2:03,38 min |
| 4     | Grace Verbeek     | Kanada              | 2:04,16 min |
| 5     | Albertina Machado | Portugal            | 2:05,74 min |
| 6     | Laverne Bryan     | Antigua und Barbuda | 2:11,44 min |

## Halbfinale
Datum: 4. August 1984
In den beiden Halbfinalläufen qualifizierten sich jeweils die ersten Vier (hellblau unterlegt) für das Finale.
Die Bestzeit des Halbfinales erzielte Fița Lovin mit 1:59,29 min in Lauf zwei.

### Lauf 1

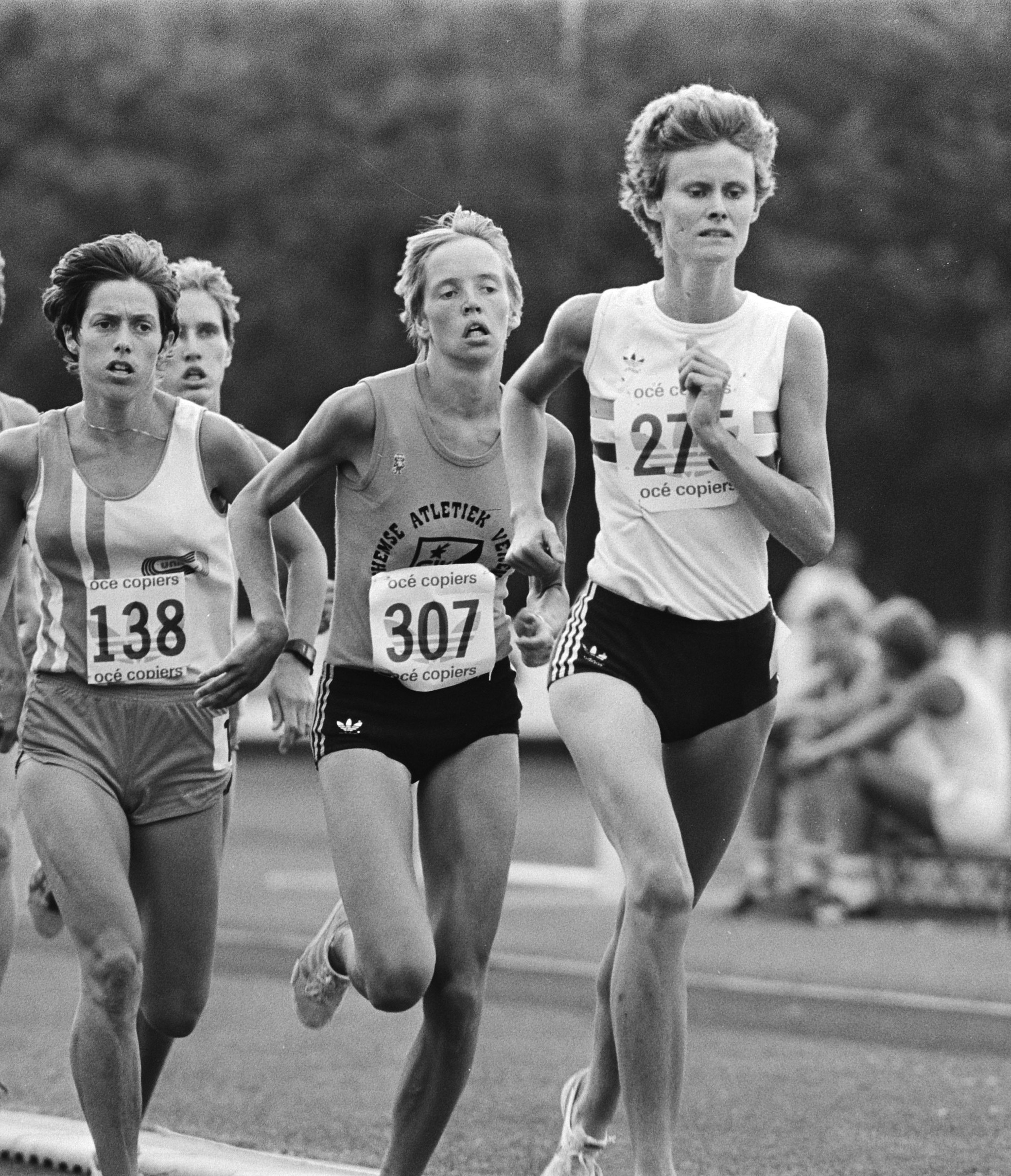
Elly van Hulst – hier in führender Position eines Rennens im Jahr 1983 – erreichte als Fünfte des ersten Semifinals nicht das Finale

| Platz | Name             | Nation      | Zeit        |
| ----- | ---------------- | ----------- | ----------- |
| 1     | Kim Gallagher    | USA         | 2:00,48 min |
| 2     | Doina Melinte    | Rumänien    | 2:01,42 min |
| 3     | Ruth Wysocki     | USA         | 2:02,31 min |
| 4     | Caroline O'Shea  | Irland      | 2:02,70 min |
| 5     | Elly van Hulst   | Niederlande | 2:03,25 min |
| 6     | Angelita Lind    | Puerto Rico | 2:03,27 min |
| 7     | Christine Slythe | Kanada      | 2:04,95 min |
| 8     | Ranza Clark      | Kanada      | 2:05,42 min |

### Lauf 2
| Platz | Name            | Nation         | Zeit        |
| ----- | --------------- | -------------- | ----------- |
| 1     | Fița Lovin      | Rumänien       | 1:59,29 min |
| 2     | Gabriella Dorio | Italien        | 1:59,53 min |
| 3     | Margrit Klinger | BR Deutschland | 2:00,00 min |
| 4     | Lorraine Baker  | Großbritannien | 2:00,66 min |
| 5     | Robin Campbell  | USA            | 2:01,21 min |
| 6     | Jill McCabe     | Schweden       | 2:02,20 min |
| 7     | Grace Verbeek   | Kanada         | 2:03,23 min |
| 8     | Shiny Abraham   | Indien         | 2:05,42 min |

## Finale
Datum: 6. August 1984
| Platz | Name            | Nation         | Zeit        |
| ----- | --------------- | -------------- | ----------- |
| 1     | Doina Melinte   | Rumänien       | 1:57,60 min |
| 2     | Kim Gallagher   | USA            | 1:58,63 min |
| 3     | Fița Lovin      | Rumänien       | 1:58,83 min |
| 4     | Gabriella Dorio | Italien        | 1:59,05 min |
| 5     | Lorraine Baker  | Großbritannien | 2:00,03 min |
| 6     | Ruth Wysocki    | USA            | 2:00,34 min |
| 7     | Margrit Klinger | BR Deutschland | 2:00,65 min |
| 8     | Caroline O'Shea | Irland         | 2:00,77 min |

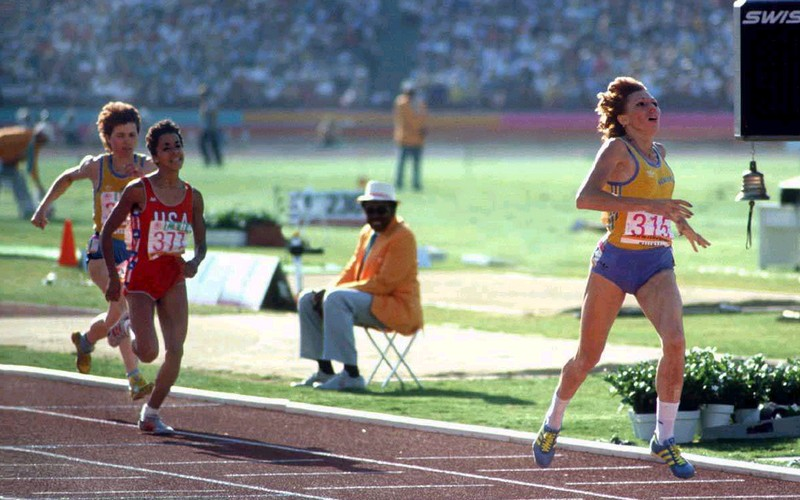
Zieleinlauf des 800-Meter-Finales

Für das Finale hatten sich zwei US-Amerikanerinnen, zwei Rumäninnen und jeweils eine Läuferin aus der Bundesrepublik Deutschland, Irland, Italien und Großbritannien qualifiziert. Bedingt durch den Olympiaboykott waren viele der weltbesten 800-Meter-Läuferinnen jedoch nicht am Start. Vor allem fehlten die tschechoslowakische Weltrekordlerin und Weltmeisterin Jarmila Kratochvílová ebenso wie die sowjetische Olympiasiegerin von 1980 Nadija Olisarenko. So war es schwierig, im Feld der hier angetretenen Athletinnen Favoritinnen auszumachen. Am ehesten zählten die beiden Rumäninnen Doina Melinte, frühere Doina Beșliu, und Fița Lovin sowie die Läuferinnen aus dem Gastgeberland zum Kreis der Anwärterinnen auf vordere Platzierungen.
Auf den ersten fünfhundert Metern des Finales machte die Italienerin Gabriella Dorio das Tempo. Hinter ihr lagen Melinte, die US-Amerikanerin Kim Gallagher und Lovin. Eingangs der letzten Kurve übernahm Melinte die Spitze. Auch Gallagher, Lovin, die Bundesdeutsche Margrit Klinger und die Britin Lorraine Baker zogen an der Italienerin vorbei. Doina Melinte spurtete mit fünf Metern Vorsprung vor Kim Gallagher als Olympiasiegerin ins Ziel, Fița Lovin wurde knapp geschlagene Dritte. Auf der Zielgeraden kam Gabriella Dorio noch einmal auf und erreichte Platz vier vor Lorraine Baker und der zweiten US-Starterin Ruth Wysocki. Margrit Klinger belegte Rang sieben vor der Irin Caroline O’Shea.
Doina Melinte war die erste rumänische Olympiasiegerin über 800 Meter.

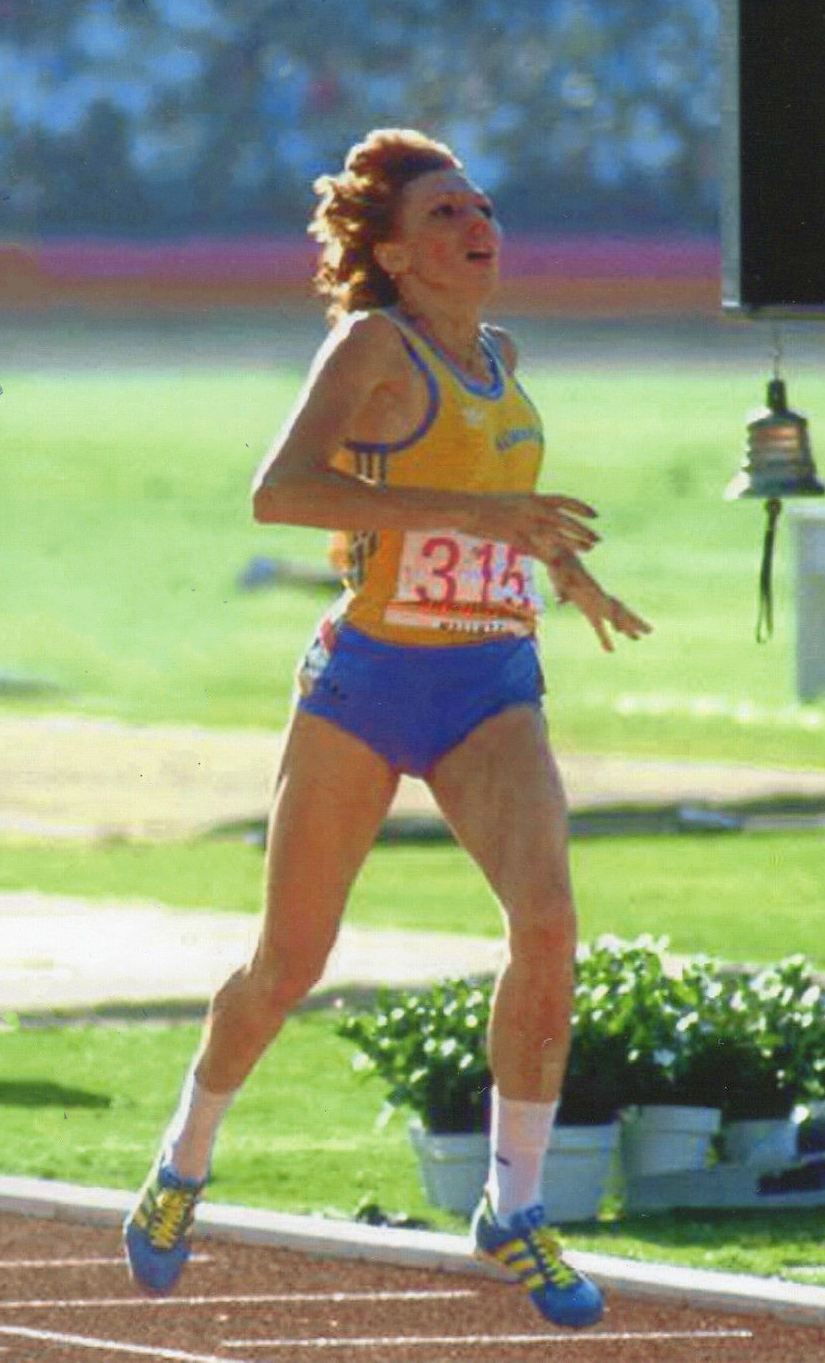
Olympiasiegerin Doina Melinte, frühere Doina Beșliu
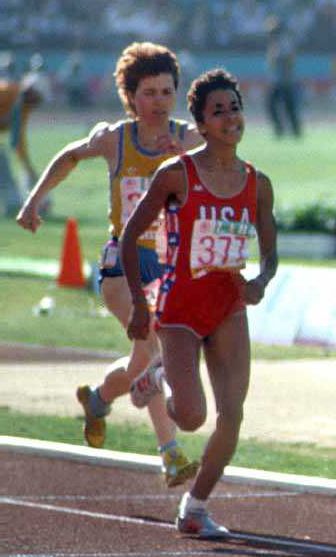
Silbermedaillengewinnerin Kim Gallagher (rechts) und Bronzemedaillengewinnerin Fița Lovin im Kampf um den zweiten Platz

## Videolinks
- Olympics 1984 Women's 800m Final, youtube.com, abgerufen am 14. November 2021
- Los Angeles 1984 - Women's 800m Olympic final, youtube.com, abgerufen am 14. Januar 2018